# Васильев, Владимир Иванович (книговед)
Влади́мир Ива́нович Васи́льев (22 апреля 1937, Саратов, СССР — 9 июля 2021) — советский и российский историк, специалист в области истории книжной культуры и ряда других направлений истории России. Доктор исторических и филологических наук, профессор, член-корреспондент РАН по Отделению историко-филологических наук (2006). Заслуженный работник культуры Российской Федерации (1995).

## Биография
Окончил Московский полиграфический институт.
В 2000 году защитил диссертацию в форме научного доклада на соискание учёной степени доктора филологических наук по теме «Отечественное академическое книгоиздание: историко-книговедческие и типологические аспекты (1727—1999 гг.)» (специальность 05.25.04 — книговедение). Научными оппонентами выступили профессора Г. Д. Комков, С. О. Шмидт и И. А. Шомракова.
В 2005 году защитил диссертацию в форме научного доклада на соискание учёной степени доктора исторических наук по теме «Книжная культура в отечественной истории: теоретические и историко-книговедческие аспекты: XVIII — начало XXI в.» (специальность 05.25.03 — библиотековедение, библиографоведение и книговедение; специальность 07.00.02 — отечественная история). Оппонентами были академик В. Л. Янин, профессора Б. В. Левшин и З. К. Соколовская.
Похоронен на Даниловском кладбище.

## Профессиональная деятельность
- член-корреспондент РАН с 25 мая 2006 года;
- советник Президента Российской академии наук по издательской деятельности;
- генеральный директор Научно-производственного объединения «Издательство „Наука“ РАН»;
- член редакционной коллегии серии «Литературные памятники» (2007), журналов «Вестник Российской академии наук», «Доклады Российской академии наук», «Природа», «Новая и новейшая история»;
- член научно-редакционного совета Большой российской энциклопедии;
- создатель и руководитель Научного центра исследований истории книжной культуры РАН и Института книжной культуры и управления ГАУГН, декан факультета культуры, искусства и управления[6];
- первый заместитель председателя Научного совета РАН «История мировой культуры», заместитель председателя Научно-издательского совета РАН;
- член Совета Российского гуманитарного научного фонда;
- член Московского городского совета книгоиздания;
- президент Фонда «Книжная культура»;
- председатель Научного совета по книгоизданию при Международной ассоциации академий наук стран СНГ;
- член Союза писателей и Союза журналистов России.

## Научная деятельность
Автор более 100 научных трудов, в том числе более 50 изданных в России и за рубежом монографий, учебников и учебных пособий для студентов вузов.
Разработчик нового научного направления исторических исследований — «история книжной культуры» — как совокупность теорий и концепций, обосновывающих место и роль книги и книжной культуры в культурно-историческом пространстве социума.
Обосновал понятие «книжной культуры» как важной составной части отечественной и мировой культуры. Он впервые исследовал особенности формирования российской книжной культуры XVIII — начала XXI века в контексте основания и деятельности Академии наук, а также внес вклад в подготовку фундаментальных исследований по истории Великой Отечественной войны и РАН.

### Основные работы
- Васильев В. И. Техника научного книгопечатания: история, состояние, перспективы (историко-книговедческие аспекты). М., 1981;
- Васильев В. И. Развитие издательско-полиграфической техники (историко-книговедческие аспекты). М., 1987;
- Васильев В. И. Издательская деятельность Академии наук в её историческом развитии (от зарождения до наших дней). М., 1998—1999 (кн. 1—2);
- Васильев В. И. Российская академия наук: история и современность. М., 2000;
- Васильев В. И. История книжной культуры: теоретико-методологические аспекты. М., 2001;
- Васильев В. И. Из истории России: академическая книга в 1991—2001 годах (к десятилетию воссоздания Российской академии наук). М., 2004;
- Васильев В. И. Академическая книга в истории Великой Отечественной войны. М., 2005;
- Васильев В. И. Теория и методология книжной культуры. София, 2005 (на болг. яз.);
- Васильев В. И. Книга и книжная культура на переломных этапах отечественной истории: теория, история, современность. М., 2005;
- Васильев В. И. Д. С. Лихачев и книга: из истории академического книгоиздания. 2-е изд. М., 2008.

## Награды
- Орден «За заслуги перед Отечеством» III степени (25 июля 2007 года) — за большой вклад в развитие отечественного книгоиздания и многолетнюю плодотворную научную деятельность[8]
- Орден «За заслуги перед Отечеством» IV степени (30 сентября 2003 года) — за многолетнюю плодотворную работу в области печати, полиграфии и в связи с 275-летием академического книгоиздания[9]
- Орден Почёта (31 июля 1998 года) — за заслуги в области культуры и печати, многолетнюю плодотворную работу[10]
- Заслуженный работник культуры Российской Федерации (30 мая 1995 года) — за заслуги в области культуры и многолетнюю плодотворную работу[11]
- Премия РАН за лучшие работы по популяризации науки (2000) — за серию публикаций, посвященных 275-летию Российской академии наук[12]
- шесть медалей ВДНХ СССР (3 золотые и 3 серебряные)
- Почётный деятель науки и техники города Москвы
- Лауреат Международной премии имени Д. С. Лихачева
- Лауреат премии Союза журналистов России
- Лауреат профессиональной премии «Человек книги»
- Лауреат высшей профессиональной награды в книжном деле — «Человек года»